# Игнатьев, Константин Игнатьевич
Константи́н Игна́тьевич Игна́тьев (1872 — после 1932) — крестьянин, депутат Государственной думы I созыва от Псковской губернии.

## Биография
Крестьянин из деревни Замошье Ильинской волости Холмского уезда Псковской губернии. Грамоте обучался у родственника, отставного капитана, то есть получил только начальное домашнее образование. Волостной старшина Ильинской волости Холмского уезда Псковской губернии. Беспартийный.
26 марта 1906 избран в Государственную думу I созыва от съезда уполномоченных от волостей Псковской губернии. В думские фракции не входил. Однако трудовики в своём издании «Работы Первой Государственной Думы» политическую позицию Игнатьева описывают как «Б. пр.», что означает, что беспартийный Игнатьев поселился на казённой квартире Ерогина, нанятой на государственные деньги для малоимущих депутатов, специально для их обработки в проправительственном духе, и оставался там до конца работы Думы. Игнатьев был членом Аграрной комиссии.
11 января 1932 арестован ОГПУ, но 12 марта 1932 дело против Игнатьева прекращено, а сам он освобождён.
Дальнейшая судьба и дата смерти неизвестны.